# Sol Invictus (musikalbum)
Sol Invictus är det sjunde studioalbumet av det amerikanska rockbandet Faith No More, utgivet den 19 maj 2015. Det är gruppens första studioalbum  sedan Album of the Year från 1997.

## Låtlista
| Nr  | Titel              | Text | Musik | Längd |
| --- | ------------------ | ---- | ----- | ----- |
| 1.  | Sol Invictus       |      |       | 2:37  |
| 2.  | Superhero          |      |       | 5:15  |
| 3.  | Sunny Side Up      |      |       | 2:59  |
| 4.  | Separation Anxiety |      |       | 3:44  |
| 5.  | Cone of Shame      |      |       | 4:40  |
| 6.  | Rise of the Fall   |      |       | 4:09  |
| 7.  | Black Friday       |      |       | 3:19  |
| 8.  | Motherfucker       |      |       | 3:33  |
| 9.  | Matador            |      |       | 6:08  |
| 10. | From the Dead      |      |       | 3:06  |

## Medverkande
- Mike Bordin – trummor
- Roddy Bottum – keyboard, sång
- Billy Gould – elbas
- Jon Hudson – gitarr
- Mike Patton – sång